# Сюгэн-но
Сюгэн-но (яп. 修験能 сюгэнно:) — танцевальное представление с элементами драмы, исполнявшееся горными монахами-отшельниками ямабуси и сформировавшееся к середине XIII века. Название представления происходит от названия учения сюгэндо.

## Спектакль

### Место проведения и реквизит
Чаще всего спектакли сюгэн-но исполнялись в святилищах в залах для поклонения, реже — в гостиной тоя в домах чиновников. Представления проходили без использования декораций; на сцене присутствовал хор из нескольких человек, певший во время действия. В спектаклях актёры использовали маски других театральных представлений — кагуры, дэнгаку, кёгэна. Основными музыкальными инструментами, использовавшимися в сюгэн-но, были большой барабан, флейта, цимбалы и трещотка сасара.

### Ход спектакля
Спектакль сюгэн-но длился с раннего вечера до полуночи и включал в себя десять танцевальных пьес с небольшим количеством диалогов средней продолжительностью 30 минут. Каждая такая пьеса делилась на пять частей: она начиналась с музыкального вступления синка («начальная песня») и песни макудэ («подъём занавеса»). После поднятия занавеса появлялся танцовщик и исполнял дзи-маи — танец, с помощью которого персонаж представлял себя. Следом под звуки песни самадатэ («описание»), в которой излагалось основное содержание пьесы, он исполнял танец и пантомиму, соответствующие тексту песни. Затем исполнялся заключительный танец си-маи.

### Виды танцев
Танцы сюгэн-но подразделяются на четыре категории:
- танцы ритуального характера гирэй-маи (儀礼舞);
- молитвенные и заклинательные танцы кито-маи (祈祷舞), показывавшие физическую силу ямабуси либо их способность изгонять демонов;
- воинские танцы буси-маи (武士舞), изображавшие легендарные сцены сражений;
- «шутовские танцы» докэ-маи (道化舞), в основе которых лежали комические и гротескные истории из жизни простого народа.